# ويليام دبليو. بوسورث
ويليام دبليو. بوسورث (بالإنجليزية: William W. Bosworth) هو مهندس معماري أمريكي، ولد في 1869 في مارييتا في الولايات المتحدة، وتوفي في 1966 في باريس في فرنسا.